# 双江ラフ族ワ族プーラン族タイ族自治県
双江ラフ族ワ族プーラン族タイ族自治県（そうこうラフぞくワぞくプーランぞくタイぞくじちけん）は中華人民共和国雲南省臨滄市に位置する自治県。

## 地理
本県北部から北東にかけて臨翔区と接し、東部は瀾滄江を挟んで、地級市である普洱市の景谷タイ族イ族自治県と行政区を接する。南部は普洱市の瀾滄ラフ族自治県と接し、南西部は滄源ワ族自治県、北西から北東にかけて耿馬タイ族ワ族自治県と行政区を接する。

## 行政区画
| 区分 | 数 | 名称                |
| ---- | -- | ------------------- |
| 鎮   | 2  | 勐勐 勐庫           |
| 郷   | 4  | 沙河 大文 忙糯 邦丙 |

## 交通

### 航空
- 臨滄博尚空港（中国語版）
- 滄源佤山空港（中国語版）

### 道路
- 国道
  -  G214国道

- 省道
  -  314省道

## 健康・医療・衛生
- 双江自治県人民医院
- 双江自治県民族中医院
- 双江自治県婦幼保健院